# Врилисия
Врилисия (на гръцки: Βριλήσσια) е град в Атика, Гърция.
Разположен е на североизток от столицата Атина, на магистралата Атики Одос. Населението му е 25 582 души.
Врилисия е побратимен град с Неапол, Италия и Отвайлер, Германия, в който има мост Врилисия.